# كلاتة مسغرا (غناباد)
كلاتة مسغرا (بالفارسية: کلاته مسگرا) هي قرية تقع في منطقة مركزية ريفية في إيران. يقدر عدد سكانها بـ 0 نسمة بحسب إحصاء 2016.